# 도안신도시
도안신도시(道安新都市)는 대전광역시 서남부에 위치한 서구 도안동, 가수원동, 관저동, 유성구 상대동, 원신흥동, 봉명동, 구암동, 용계동, 대정동, 원내동 일원에 건설되고 있는 신도시로 한국토지주택공사와 대전도시공사 등 2개사가 공동으로 추진하는 사업이다. 2003년 대전 서남부 택지개발예정지구로 지정되며 개발이 시작되었고, 2015년까지 3단계에 걸쳐 순차적으로 개발될 예정이다.
국토해양부는 '친수구역 활용에 관한 특별법'을 시행하여, 4대강 금강 유역 주요 국가 하천인 갑천 도안신도시 일대를 친수(親水)구역으로 지정하고, 2018년까지 주거·상업·관광지로 종합 국토 개발할 계획이다. 도안 생태호수공원도 조성될 계획이다.

## 추진 과정
- 2001년 1월 5일 : 택지개발예정지구 지정 고시
- 2001년 12월 26일 : 택지개발예정지구 변경(1차)
- 2003년 12월 16일 : 예정지구 지정변경(2차) 및 개발계획 승인
- 2005년 9월 6일 : 예정지구 지정(3차) 및 개발계획(1차) 변경승인
- 2006년 1월 6일 : 실시계획 승인
- 2007년 4월 5일 : 예정지구 지정(4차) 및 개발계획(2차) 변경승인
- 2007년 11월 9일 : 예정지구 지정(5차), 개발계획(3차), 실시계획(1차) 변경승인
- 2008년 12월 31일 : 예정지구 지정(6차), 개발계획(4차), 실시계획(2차) 변경승인
- 2010년 1월 6일 : 예정지구 지정(7차), 개발계획(5차), 실시계획(3차) 변경승인
- 2010년 8월 1일 : 공동주택지 주민입주
- 2011년 4월 12일 : 예정지구 지정(8차), 개발계획(6차), 실시계획(4차) 변경승인
- 2011년 6월 29일 : 예정지구 지정(9차), 개발계획(7차), 실시계획(5차) 변경승인
- 2011년 6월 30일 : 1단계 사업준공
- 2012년 10월 29일 : 예정지구 지정(10차), 개발계획(8차), 실시계획(6차) 변경승인
- 2012년 12월 31일 : 예정지구 지정(11차), 개발계획(9차), 실시계획(7차) 변경승인
- 2012년 12월 31일 : 2단계 사업준공

## 1단계 개발
1단계로 개발하는 곳의 아파트는 총 19개 블록으로, 2블록은 베르디움, 3블록은 한라비발디, 5블록은 트리풀시티, 6블록은 센트럴시티, 7 블럭은 예미지 8블럭은 인스빌, 9블록은 트리풀시티 9단지, 12블록은 어울림 하트, 13블록 예미지, 14블록은 한라비발디, 15블럭은  아이파크, 16블록은 엘드 수목토, 17-1블록은 리슈빌, 17-2블록은 베르디움, 18블록은 린풀하우스, 19블록양우 내안애
- 대전도시공사
  - 트리풀시티 레이크포레 - 2021년 10월 입주 / 계룡건설산업 외 7개사

| 단지명                   | 건설사                                        | 시행사           | 블록 | 주소                | 주소            | 입주        | 비고     |
| ------------------------ | --------------------------------------------- | ---------------- | ---- | ------------------- | --------------- | ----------- | -------- |
| 도안마을 1단지           | 삼환까뮤㈜ 혜림건설                           | 한국토지주택공사 | 1    | 유성구 도안대로 560 | 유성구 원신흥동 | 2010년 8월  | 국민임대 |
| 도안 휴먼시아 4단지      | 금호산업㈜                                    | 한국토지주택공사 | 4    | 유성구 상대로 40    | 유성구 원신흥동 | 2010년 11월 |          |
| 도안 센트럴시티 6단지    | 삼환까뮤 삼환기업                             | 한국토지주택공사 | 6    | 유성구 봉명로 93    | 유성구 원신흥동 | 2010년 10월 |          |
| 도안마을 10단지          | 범양건영 효림종합건설㈜ 동광건설㈜ 와이아이㈜ | 한국토지주택공사 | 10   | 유성구 원신흥로 37  | 유성구 원신흥동 | 2010년 9월  |          |
| 도안 천년나무 11단지     | ㈜동원건설산업                                | 한국토지주택공사 | 11   | 유성구 봉명로 16    | 유성구 원신흥동 | 2016년 10월 |          |
| 도안 어울림하트          | 금호산업㈜ 계룡건설산업                       | 한국토지주택공사 | 12   | 유성구 동서대로 725 | 유성구 원신흥동 | 2011년 10월 |          |
| 도안 베르디움 2단지      | 호반건설                                      | ㈜호반비오토     | 2    | 유성구 도안동로 523 | 유성구 원신흥동 | 2014년 7월  |          |
| 도안 한라비발디 3단지    | 한라건설㈜                                    | 한라건설㈜       | 3    | 유성구 상대로 17    | 유성구 원신흥동 | 2011년 6월  |          |
| 도안 신안인스빌 리베라   | ㈜신안종합건설                                | ㈜신안종합건설   | 8    | 유성구 봉명로 48    | 유성구 원신흥동 |             |          |
| 도안 양우내안애 레이크힐 | 양우건설                                      | 광문개발         | 19   | 유성구 도안동로 446 | 유성구 원신흥동 | 2015년 10월 |          |
| 도안 예미지 백조의 호수  | 금성백조주택                                  | ㈜금성백조주택   | 7    | 유성구 봉명로 94    | 유성구 원신흥동 | 2014년 6월  |          |
| 도안 예미지              | 금성백조주택                                  | ㈜다우종합건설   | 13   | 서구 도안북로 125   | 도안동          | 2012년 6월  |          |
| 도안 한라비발디          | 한라건설㈜                                    | ㈜피데스개발     | 14   | 서구 도안북로 136   | 도안동          | 2011년 10월 |          |
| 도안 아이파크            | HDC현대산업개발                               | HDC현대산업개발  | 15   | 서구 도안동로 183   | 도안동          | 2013년 9월  |          |
| 도안 수목토              | 엘드건설㈜                                    | ㈜엘드           | 16   |                     | 도안동          | 2010년 7월  |          |
| 도안 리슈빌              | 계룡건설산업                                  | ㈜KB부동산신탁   | 17-1 | 서구 도안동로 123   | 도안동          | 2014년 8월  |          |
| 도안 베르디움 18단지     | 호반건설                                      | ㈜호반토건       | 17-2 | 서구 원도안로 100   | 도안동          | 2014년 3월  |          |
| 도안 우미린 풀하우스     | 우미건설 ㈜서령개발                           | ㈜명선종합건설   | 18   | 서구 도안동로 77    | 도안동          | 2014년 10월 |          |